# Kōhei Okuno
Kōhei Okuno (jap. 奥野 耕平, Okuno Kōhei; * 3. April 2000 in der Präfektur Hyōgo) ist ein japanischer Fußballspieler.

## Karriere
Kōhei Okuno erlernte das Fußballspielen in den Jugendmannschaften vom Arioka FC und Gamba Osaka. Bei Gamba unterschrieb er 2019 seinen ersten Profivertrag. Der Verein aus Suita, einer Stadt in der nördlichen Präfektur Osaka, spielte in der höchsten japanischen Liga, der J1 League. In Suita kann er auch in der U23-Mannschaft eingesetzt werden. Die U23 spielt in der dritten Liga, der J3 League. Bereits als Jugendlicher bestritt er 2018 zwei Spiele in der U23-Mannschaft von Gamba. Seinen ersten Profivertrag unterschrieb er im Februar 2019 bei seinem Jugendverein Gamba Osaka. Die Spielzeiten 2019 und 2020 kam er in der U23 zum Einsatz. Die Saison 2023 wurde er an den ebenfalls in der ersten Liga spielenden Shonan Bellmare ausgeliehen. Für den Verein aus Hiratsuka bestritt er 27 Ligaspiele. Nach der Ausleihe wurde er im Februar 2024 fest von Shonan Bellmare unter Vertrag genommen.